# Against All Odds (2009)
Against All Odds (2009) foi um evento pay-per-view realizado pela Total Nonstop Action Wrestling, ocorreu no dia 8 de fevereiro de 2009 no Impact! Zone na cidade de Orlando, Florida. Seu lema foi: "Power Concedes Nothing Without A Fight". Esta foi a quinta edição da cronologia do Against All Odds.
Na edição do TNA Impact! de 22 de janeiro de 2009 gerente-geral Jim Cornette anunciou uma 4-Way-match pelo TNA World Heavyweight Championship envolvendo Sting (o então campeão), Kurt Angle, Brother Ray e Brother Devon com a estipulação de que o lutador que fizesse o "pin" seria o campeão.

## Evento
Alex Shelley derrotou Eric Young para manter o TNA X Division Championship. A Women's Knockout Champion, Awesome Kong derrotou O.D.B. para continuar campeã; antes da luta Jim Cornette mandou que as acompanhantes de Kong; Rhaka Khan, Raisha Saeed e Sojourner Bolt saíssem da arena e avisou que não interferissem no combate caso contrário Kong perderia o título para O.D.B. O evento marcou a estréia na TNA do lutador inglês Brutus Magnus que derrotou Chris Sabin. Beer Money, Inc. formada por Robert Roode e James Storm derrotaram Jay Lethal e Consequences Creed para manter o TNA World Tag Team Championship. No evento principal Sting derrotou Kurt Angle, Brother Ray e Brother Devon para manter o TNA World Heavyweight Championship.

## Resultados
| #                              | Lutas | Estipulação                                         | Tempo |
| ------------------------------ | --- | --------------------------------------------------- | ----- |
| 1                              | Alex Shelley (c) derrotou Eric Young                                                                          | Singles match pelo TNA X Division Championship      | 13:01 |
| 2                              | Scott Steiner derrotou Petey Williams                                                                         | Singles match                                       | 11:17 |
| 3                              | Brutus Magnus derrotou Chris Sabin                                                                            | Singles match                                       | 06:38 |
| 4                              | Awesome Kong (c) derrotou O.D.B.                                                                              | Singles match pelo TNA Knockouts Championship       | 05:39 |
| 5                              | Booker T (com Sharmell) derrotou Shane Sewell                                                                 | Singles match                                       | 06:01 |
| 6                              | Abyss derrotou Matt Morgan                                                                                    | Singles match                                       | 15:37 |
| 7                              | Beer Money, Inc. (Robert Roode e James Storm) (com Jacqueline) (c) derrotaram Jay Lethal e Consequences Creed | Tag team match pelo TNA World Tag Team Championship | 15:41 |
| 8                              | Sting (c) derrotou Kurt Angle, Brother Ray e Brother Devon                                                    | 4-Way-match pelo TNA World Heavyweight Championship | 14:34 |
| (c) - Campeão(s) antes da luta | |                                                     |       |